# 北ウバンギ州
北ウバンギ州(きたウバンギしゅう、フランス語：Province du Nord-Ubangi)は、コンゴ民主共和国北西部の州。
2005年の人口は148万2076人。
州都はバドリテ。
州名は州内を流れるウバンキ川に由来する。

## 隣接州
- 北：オンベラ・ムポコ州、ケモ州、ワカ州、バス・コト州、ムボム州
- 東：低ウエレ州
- 南：モンガラ州
- 西：南ウバンギ州

## 主要都市
- バドリテ：11万3807人(州都)
- ブシンガ（英語版）：3万2584人
- ボソボロ（英語版）：1万6397人[2]